# Omelan Hordynski
Omelan Hordynski, pol. Emil Hordyński (ur. 30 sierpnia 1891 w Staruni, zm. w kwietniu–maju 1940) – ukraiński działacz społeczny i polityczny, adwokat, senator V kadencji z województwa stanisławowskiego, członek Ukraińskiej Reprezentacji Parlamentarnej, ofiara zbrodni katyńskiej.

## Życiorys
W 1909 ukończył gimnazjum w Stanisławowie, następnie studiował prawo na Uniwersytecie Lwowskim.
W czasie I wojny światowej służył w 24 Pułku Piechoty Austro-Węgier. Ukończył Szkołę Aspirantów Oficerskich XI Korpusu Austro-Węgier. W 1918 został szefem oddziału operacyjnego 7 brygady 3 Dywizji Ukraińskiej.
W 1918 został internowany przez władze polskie, przebywał w obozie w Kaliszu.
Od 1921 pracował jako kandydat w prywatnej kancelarii adwokackiej w Bohorodczanach, następnie jako sędzia karny przy Sądzie Powiatowym w Bohorodczanach. Od 1932 był sędzią w Sołotwinie.
Został wybrany senatorem z województwa stanisławowskiego, zasiadał w Ukraińskiej Reprezentacji Parlamentarnej.
Po wybuchu II wojny światowej i agresji ZSRR na Polskę z 17 września 1939 został aresztowany przez NKWD 11 lutego 1940 w Sołotwinie. Po kilkunastodniowym pobycie w areszcie gminnym miał zostać przewieziony do więzienia w Stanisławowie, a następnie rozstrzelany. Jego nazwisko znalazło się na tzw. Ukraińskiej Liście Katyńskiej opublikowanej w 1994 (został wymieniony na liście wywózkowej 43/2-99 oznaczony numerem 1877). Został pochowany na otwartym w 2012 Polskim Cmentarzu Wojennym w Kijowie-Bykowni.
Omelan Hordynski został upamiętniony na tablicy pamiątkowej odsłoniętej 3 lipca 1999 w gmachu Senatu RP ku czci senatorów II RP, którzy zginęli w czasie II wojny światowej i okresie powojennych represji.